# Dénia
Dénia és una ciutat del País Valencià, capital de la comarca de la Marina Alta i també de la comarca històrica del Marquesat de Dénia.
Tenia 41.553 habitants censats l'1 de gener del 2015 (INE), però a l'estiu la població pot arribar a multiplicar-se per cinc, i arriba als 200.000. És el municipi de l'Estat que més estiuejants rep segons les xifres de població estacional del Ministeri d'Hisenda i Administracions Públiques. L'11 de desembre de 2015 va ser declarada Ciutat Creativa de la Gastronomia per la Unesco.

## Història
La primera població estable a l'entorn de Dénia fou el poblat ibèric de l'Alt de Benimaquia, establert entorn del segle v aC; uns segles més tard, cap al III aC, part del poblat es desplaçà al Puig de l'Àguila, al mateix Montgó. Finalment, aquestes dues poblacions s'abandonaren amb la conquesta romana el segle ii aC, amb la qual els pobladors davallaren a la costa i posteriorment establiren la població iberoromana de Diànium. Estrabó (segle i aC) esmenta un temple a Àrtemis (Diana) situat al cim d'una població que anomena Ἡμηροσκοπεῖον (Hemeroscopèon), la qual identifica amb Diànium. Malgrat que tradicionalment la historiografia ha volgut considerar Diànium com una fundació massaliota amb el nom d'Hemeroscopèon, a tota la costa de Dènia i Xàbia no hi ha rastre arqueològic d'assentaments grecs o púnics, que només esporàdicament visitaren les costes del Montgó amb anterioritat a la conquesta romana. La identificació d'un suposat topònim Diniu amb Diànium també s'ha provat errònia, atès que es tracta d'un error de lectura. És possible que la població degui el seu nom a un hipotètic culte a una divinitat local identificada amb Diana; Joan Coromines, en canvi, es decanta per un nom autòcton romanitzat, essent les relacions amb Diana i Àrtemis degudes a etimologies populars. Cristòfol Mercader, en l'obra sobre la vida del frare Pere Esteve, considera que el topònim deriva de Specu diei.

### Època romana
Els textos clàssics i les deixalles arqueològiques indiquen que en el segle i aC la ciutat ja existia, i que les tropes de Sertori hi establiren una base naval. Aquí va morir probablement Sertori el 73 aC, assassinat. Juli Cèsar la va castigar per ser pompeiana i va ser ciutat estipendiària. El segle i dC la ciutat assoleix la categoria de municipi, i aquest fet va acompanyat d'una reforma urbanística que amplia el seu nucli urbà. Apareix extensament documentada en l'epigrafia durant l'Alt Imperi (segles I i II dC), la qual disminueix el segle iii pel fet que la ciutat patí una regressió urbana important, acord amb la crisi del món urbà del moment, decadència intensificada el segle iv.
Després de caure en mans germàniques durant el declivi de l'Imperi Romà d'Occident, a mitjans del segle vi fou retornada al domini de l'Imperi Romà d'Orient en el marc de la renovatio imperii de Justinià I. Entre el 636 i el 693, en temps del regne visigot, Dénia fou seu episcopal sufragània de Toledo. Quatre bisbes són esmentats als concilis de Toledo.

### Època musulmana
En època musulmana la ciutat assolirà el moment culminant de la seva expansió i puixança, que generà un moment de gran vitalitat cultural. Al segle xi, moment de màxima esplendor, va tenir 30.000 habitants, els mateixos que tenia el 1960. Dàniya serà la capital de la Taifa de Dénia, creada després del 1010 per l'amirita Abu l-Djayah Mujàhid (o Mudjahid, conegut a les fonts occidentals com Musset o Mugeto) al-Muwaffak, llibert del califa Abd al-Rahman ibn al-Mansur, que, amb la cooperació del corregent i savi Khalifa Abd-Al·lah al-Muaytí (1013-1030) es va annexionar les Balears (1014-1045) i convertirà el regne en un important centre marítim i comercial que encunyarà la seva pròpia moneda fins a la invasió almohade.
La taifa va perdre la seva independència el 1076, en ser destronat Alí Ibn Muyahid pels Banu Hud de Saragossa, dels quals va dependre fins a la invasió almoràvit (1091).
El 1203 s'hi va concentrar una poderosa flota almohade que anava a atacar als Banu Ghaniya a Mallorca; després de desembarcar a Eivissa van ocupar Palma (setembre del 1203). Dénia estava governada llavors per Muhammad ibn Ishak, successor del seu pare Ishak ibn Ghaniya al tron de Mallorca, que havia estat deposat pels seus germans per oposar-se a la seva fidelitat als almohades, i s'havia refugiat al territori continental.

### Època de la Corona d'Aragó
La conquesta cristiana culminada després del Setge de Dàniyya per Jaume I, el 1244, va dur un seriós retrocés en el desenvolupament de la ciutat, pràcticament deshabitada al traure's d'ella la població musulmana. L'alemany Carroz es va cuidar del repartiment de terres. Repoblada a fur de València, la vila de Dénia, reduïda a l'albacar del castell, es converteix en el centre del poder cristià en un terme general poblat majoritàriament per musulmans. Jaume el Just inicia l'etapa del domini senyorial, al cedir la vila el 1298 a Ponç d'Empúries. Posteriorment, sota la casa de Gandia (amb Pere d'Aragó, el 1325), es converteix en comtat el 1356, tornant a la Corona en temps d'Alfons el Magnànim. L'absentisme d'aquest monarca va possibilitar que el lloctinent Joan de Navarra ho donarà al castellà Didac Gómez de Sandoval i Rojas (1431), amb el consegüent descontent de la vila, que reclamà a la seva mort la reincorporació al reialenc (1455) amb el suport de la ciutat de València, que ocupà, fins al 1477, el castell, que comprenia les terres dels entorns de la ciutat, les quals reben encara el nom de Marquesat. El comtat romangué en mans dels Sandoval, promocionant-se a marquesat el 1487. El duc de Lerma, cinquè marqués de Dénia i favorit de Felip II, proporciona a la vila importants prebendes i el títol de ciutat. Va impulsar l'expulsió dels moriscos (1609), 25.000 dels quals embarcaren en el port de Dénia amb destinació a Berberia, amb el consegüent despoblament i ruïna econòmica del marquesat.
A partir del segle xviii, la ciutat participa obertament en la guerra de Successió, i fou la primera a proclamar rei l'arxiduc Carles. La guerra (on va patir tres setges) i les represàlies posteriors provocaren la crisi de la ciutat. Fou finalment ocupada pels borbònics el 17 de novembre del 1708, provocant la fugida de 776 austracistes. El castell, seriosament danyat, s'afonarà definitivament en la guerra del Francès. En el segle xix Dénia es reincorporarà a la Corona (1804) i experimenta un gradual creixement iniciat al barri mariner, que s'independitzà administrativament entre 1837-39.

### Segle XIX
El florent comerç de la pansa feu sorgir una burgesia comercial i va atraure empreses estrangeres amb el consegüent augment de població, que passà de 6.538 a 12.413 habitants (deniers) entre 1860-1900. Es construeix la via del tren Dénia-Carcaixent per exportar 400000 quintars de pansa a la fi del segle xix.

### Segle XX
El segle XX comença amb la plaga de la fil·loxera que destrueix tota la vinya. Com alternativa es desenvolupa el conreu dels cítrics i naix una industria joguetera.
La guerra civil parteix les famílies de la ciutat. Durant la guerra civil es crea el Camp de concentració de Dènia on romanen 2000 presoners estables. Aquest camp estava situat a la carretera d'Ondara front al camí vell de Gandia (actualment plaça de Valgamedios). Aquest cap camp es tanca el febrer de 1940. Els darrers vestigis desapareixen durant la transició.
Durant els anys 60 es desenvolupa l'activitat pesquera i el turisme.

## Demografia i economia
La crisi de la pansa, des de principis del segle xx, suposa una certa paralització econòmica de la ciutat. Des dels anys 1960 el turisme es converteix en el principal sector econòmic de Dénia, compensant la desaparició de les indústries i provocant una accelerada urbanització. La seua població passà de 12.185 habitants en 1960 a 37.773 en 2003 en un terme de 66,6 km². La població actual continua creixent a un ritme bastant accelerat i al seu padró arribaren a constar 45.569 habitants censats (2008).

## Barris i nuclis de població

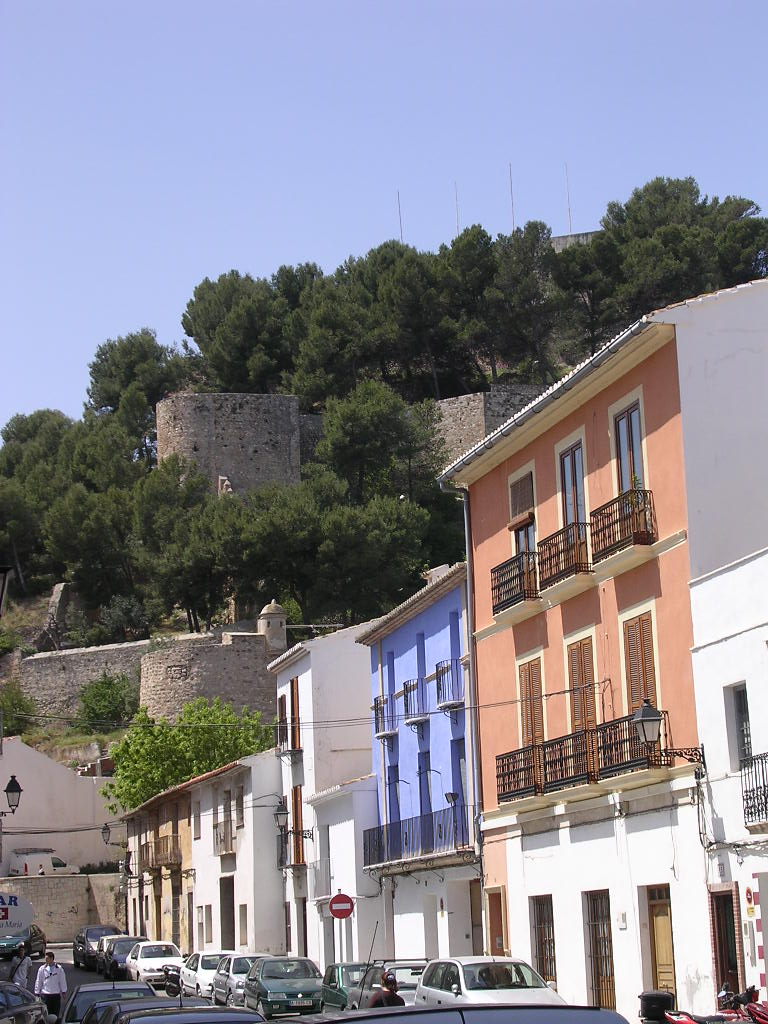
Barri de Baix la Mar.

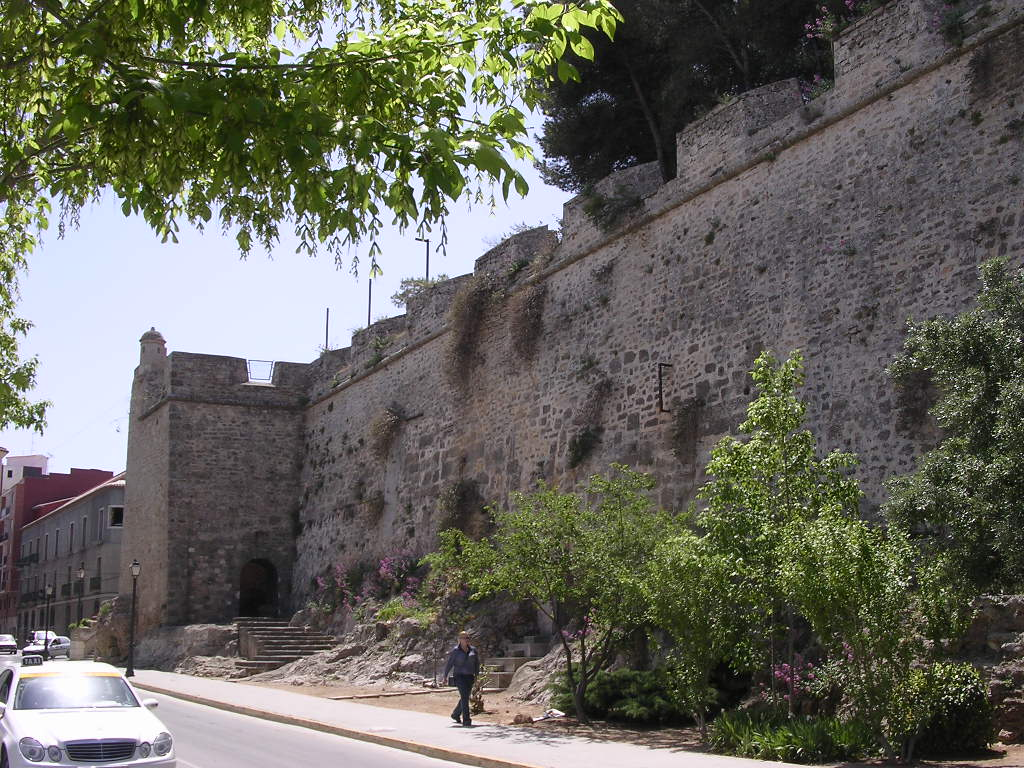
Muralla del castell.

La població està distribuïda en diversos barris i àrees. Al mateix nucli urbà trobem els següents barris:
- Les Roques: Construït al llarg dels segles xix i xx, no té edificis monumentals però hi destaca el conjunt general de la seua arquitectura popular mediterrània, blanca i senzilla. És ací, en aquesta zona, on se situava la medina musulmana. Aquest barri se situa en la contornada del castell i destaca per les seues cases de poques altures i pels seus carrers estrets.

- Baix la Mar: És el barri mariner de Dénia. La seua configuració actual es forma a partir del segle xvi, en una època de gran auge entre els segles xviii i xix, en què queda completament definit. El barri no té edificis monumentals destacant-hi només l'edifici de "les Drassanes", antigues drassanes de la darreria del segle xvi o primeria del xvii, de gran sobrietat i amb interessants arcs carpanells de pedra tosca (avui en dia aquest edifici alberga un hotel). El barri Baix la Mar és molt interessant com a conjunt arquitectònic, ja que conserva trets típics dels barris mariners de la Mediterrània.

- Centre: d'una banda hi ha el centre històric, on destaca el carrer Cavallers, juntament amb els carrers Major, Sant Josep i Loreto. Aquests carrerons encara conserven un interessant conjunt de cases construïdes a la darreria del s. XVIII i durant el segle xix, relacionades amb la riquesa i la burgesia que es creà al voltant del fenomen de la pansa). D'altra banda es troba el centre comercial, on s'ubica l'emblemàtic carrer Marqués de Campo, la Glorieta del País Valencià, el carrer Diana, la plaça del Consell, la plaça del Convent o la Plaça de la Constitució, entre d'altres. En aquesta àrea hi trobem la major part de botigues i serveis. L'Ajuntament està ubicat a l'esmentada Plaça de la Constitució, centre geogràfic de la ciutat. També podem trobar molts establiments de restauració.

- Oest: com el seu nom indica, és el barri que queda a l'oest de la ciutat, agrupat entorn la plaça Valgamediós i l'avinguda de València.

- Saladar: barri de construcció més recent a la part sud de Dénia, que s'agrupa al voltant del Passeig del Saladar i els carrers propers, com ara Patricio Ferrándiz, la plaça de Jaume I o la plaça de l'Arxiduc Carles. En aquesta zona també podem trobar nombroses botigues i serveis.

- Darrere del Castell: barri que queda al nord de la ciutat, marcat per la presència imponent de les muralles del Castell. És l'àrea de construcció més recent i està actualment en expansió. L'avinguda de Miguel Hernández, un dels carrers més llargs de la ciutat, la Ronda de les Muralles i la Plaça de Cholet són alguns dels llocs més distintius del barri.

A fora del nucli urbà també podem distingir altres zones: les Marines (al nord), les Rotes (al sud), la Pedrera (a la falda del Montgó), el Montgó... Dos dels nuclis de població del municipi han assolit una certa autonomia administrativa com a entitats locals menors: Jesús Pobre i la Xara.

## Geografia

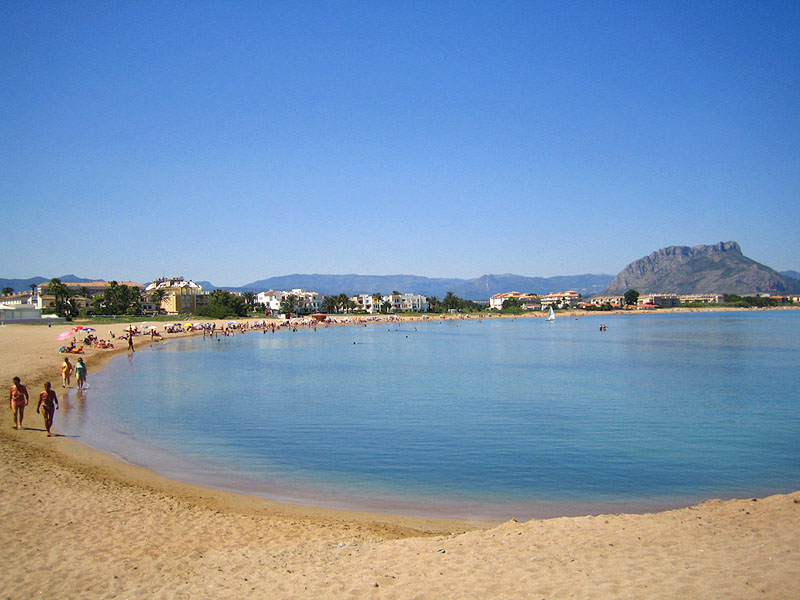
Badia de l'Almadrava des de la punta de l'Estanyó. Al fons, la platja de les Deveses, al nord del terme de Dénia.

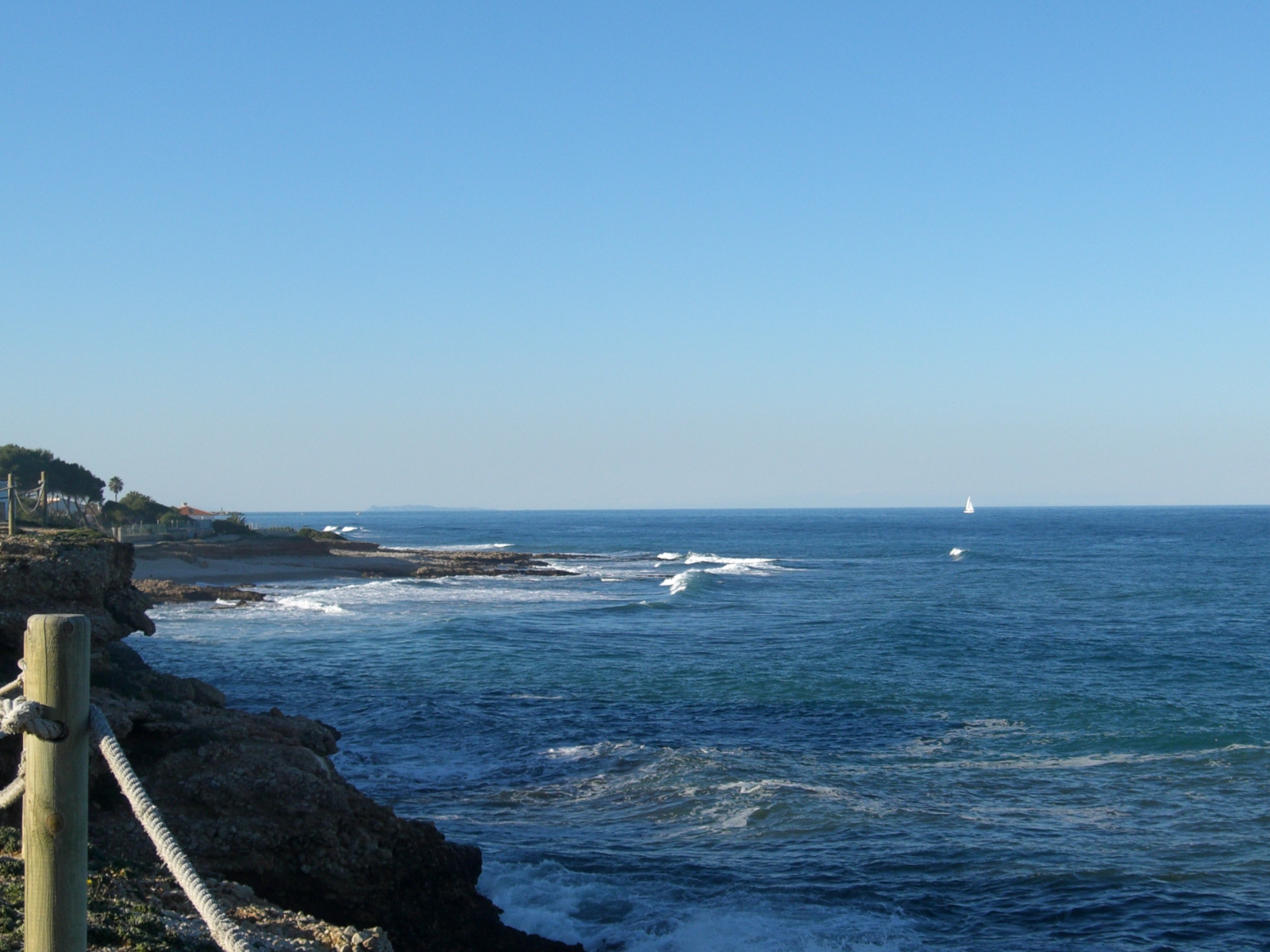
La costa de les Rotes, al sud del terme de Dénia.

El Montgó (753 m) amb la seua majestuositat domina els 66,2 km² del terme municipal i presenta, en el seu Parc Natural, una variada mostra de plantes autòctones, animals, coves i senders. L'altre atractiu paisatgístic són les platges de les Marines i de les Rotes i la Reserva Marina del Cap de Sant Antoni. El Montgó i la pedania de Jesús Pobre marca el límit del terme al sud, mentre el barranc del Molinell en marca el seu punt més septentrional. Al nord del terme existeix l'enclavament del terme dels Poblets, que interromp la costa deniera a la fita amb el riu Girona.

### Platges de les Marines
- Punta del Raset: platja d'arena més propera al nucli urbà, de 600 metres aproximadament i de gran amplària.
- Albaranes: platja d'arena de 500 metres de longitud.
- Les Marines: quasi 3 kilòmetres de platja d'arena. De la construcció de la carretera turística de les Marines ençà, s'ha popularitzat el nom de les Marines com a nom del tram de platges més pròxim al nucli urbà i a l'escullera nord del port. En origen el nom de Marines, sols volia dir "platges". El nom de les diverses marines o platges de Dénia el prenen de la Partida agrícola adjacent.
- Les Bovetes: dos kilòmetres de platja d'arena.
- Els Molins: platja d'arena de gairebé 3 kilòmetres de longitud.
- L'Almadrava: 3 kilòmetres de platja de sorra i codolets.
- Les Deveses: platja d'arena més llunyana al nucli urbà i millor conservada. Les dunes d'arena blanca conformen un arenal o muntanyar, noms populars del cordó dunar. Forma part de la restinga que separa la Marjal de Pego-Oliva de la mar i té continuïtat en la platja de les Deveses d'Oliva. Recomanada per la pràctica d'esports com la planxa de vela i el surf de milotxa o kite-surf, gràcies a la periodicitat diària dels vents de mar cap a terra dits "embatada". Té gairebé 3 kilòmetres de longitud.

### Platges de les Rotes
- Marineta Cassiana: única platja d'arena de les Rotes. És la més propera al nucli urbà i té més d'un kilòmetre de longitud. Es troba a redós dels corrents, protegida per l'escullera sud del port.
- El Trampolí: Cales rocoses d'1,5 kilòmetres de llargària.
- Punta negra: Cales rocoses d'1,5 kilòmetres de llargària.
- Arenetes: Mig kilòmetre de cales rocoses.
- La Cala: xicotetes cales entre penya-segats d'ús habitualment nudista.

## Edificis i llocs d'interés
La ciutat es troba en una badia o port natural al redós del Montgó i ens mostra barris antics com ara el de les Roques o el de Baix la Mar, els carrers que baixen del castell ens recorden el passat àrab del lloc i la part baixa el modernisme que va dur el comerç de la pansa. Els museus i monuments més interessants són:
- El Castell. Construït pel moros sobre anteriors edificacions. És propietat municipal des de 1952. Ha estat rehabilitat i actualment és visitable. Alberga el Museu Arqueològic, important testimoni de la història local.Vegeu l'article principal Castell de Dénia.
- Museu Arqueològic de Dénia. Recorregut per la història de la ciutat a través de les peces trobades en excavacions, dels ibers al barroc.
- Museu Etnològic. Dedicat al segle xix denier.
- Museu del Joguet. Mostra de la indústria joguinera de Dénia des de 1904 fins a 1960.
- Jaciment de l'Almadrava. Vila marítima romana típica dels segles I a iv dC.
- Convent de les Agustines. Segles XVI i xvii.
- Església de l'Assumpció. Barroc valencià del xviii.
- Església de Sant Antoni. Segles XVI i xvii.
- Nostra senyora de Loreto. Segle XVI.
- Església de Jesús Pobre.
- Església de Sant Mateu de la Xara.
- Ermites de la Conquesta.
  - Sant Joan. Monument Històric Artístic.
  - Santa Paula.
  - Santa Llúcia. Segle XV.
- Ajuntament. Neoclàssic.
- Antigues drassanes. Segle XVI, modificades en el xviii.
- Muralles. Es conserven alguns trams en bon estat.
- Torre de l'Almadrava o del Palmar. Torre de guaita que ha sofert una discutible restauració.
- Torre del Gerro. Cos troncocònic que per la seua forma li dona nom. Segle XVII.
- Torre de Carrals. Important conjunt d'edificacions defensives. Actualment de propietat particular.
- Casa Fortificada. Situada a la partida de la Benitzaina, declarada BIC.
- Caseta del Pare Pere. Exemple d'arquitectura rural, del segle xvii.
- El Montgó ocupa tot el sud del terme de la ciutat i n'és el paratge més important, sent a més a més un parc natural.

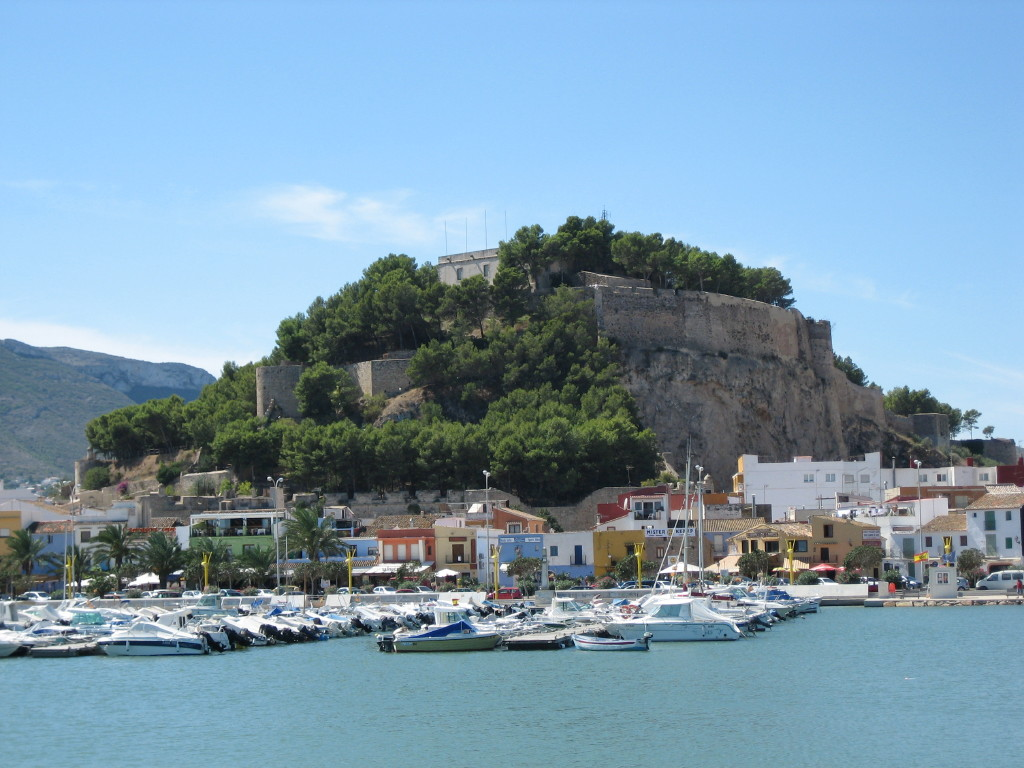
Castell de Dénia
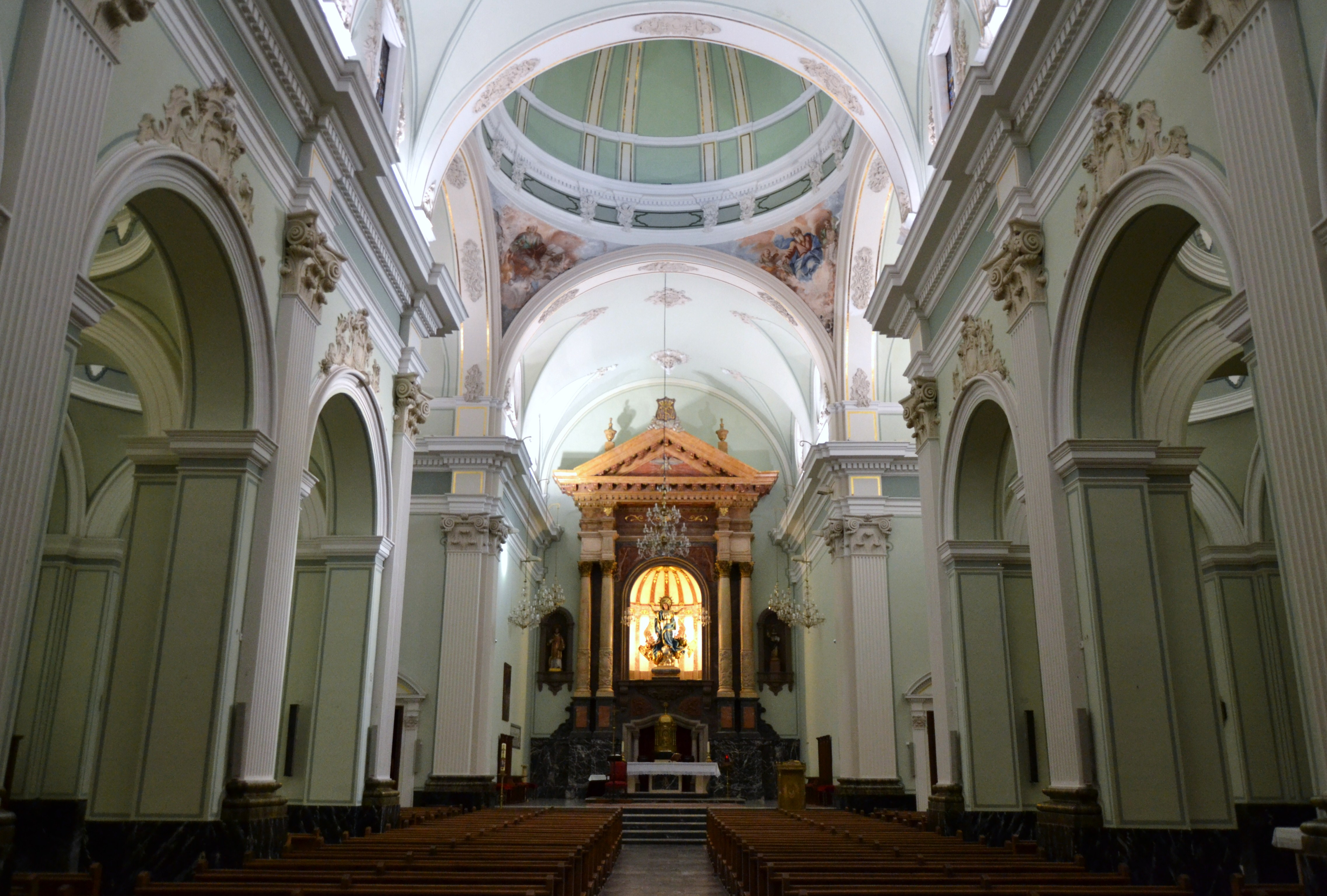
Església de l'Assumpció
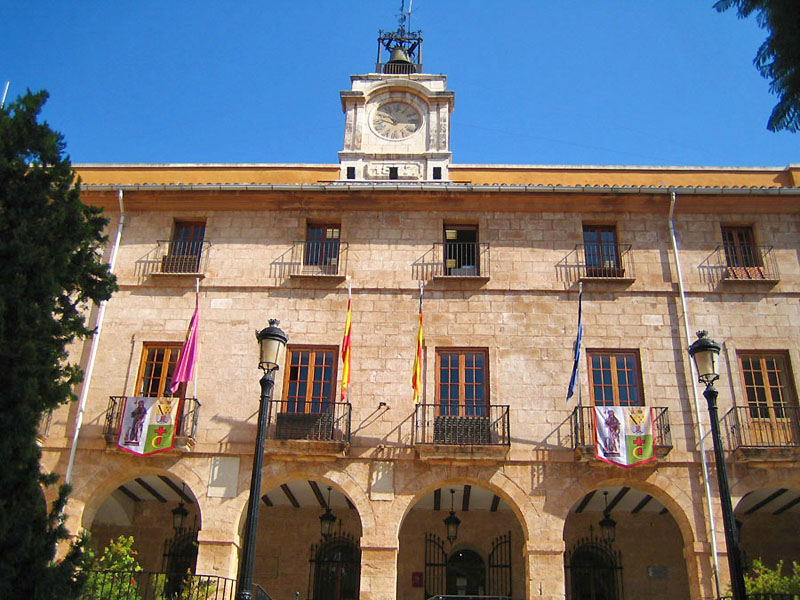
Ajuntament de Dénia
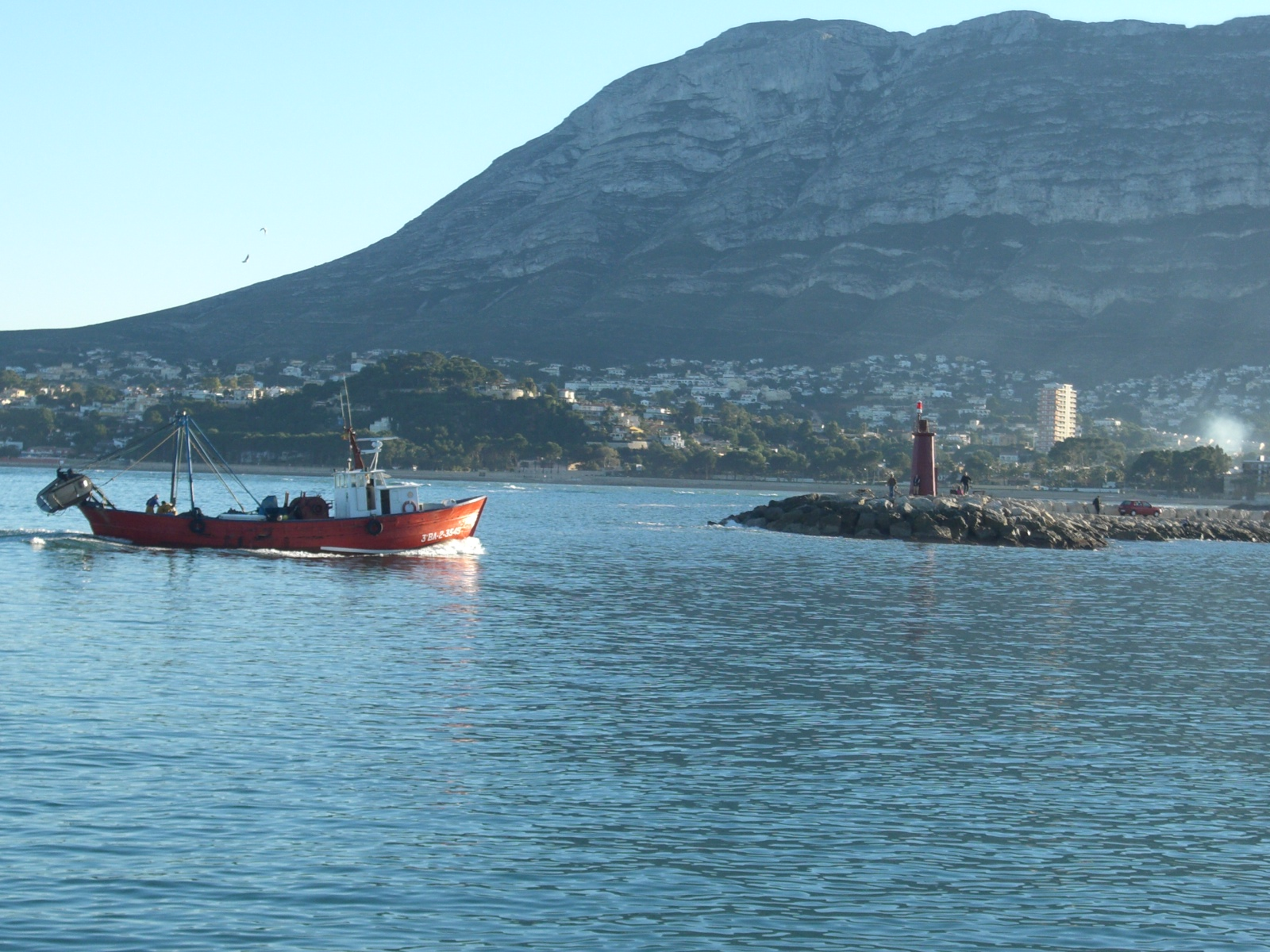
Entrada al port de Dénia amb el Montgó darrere
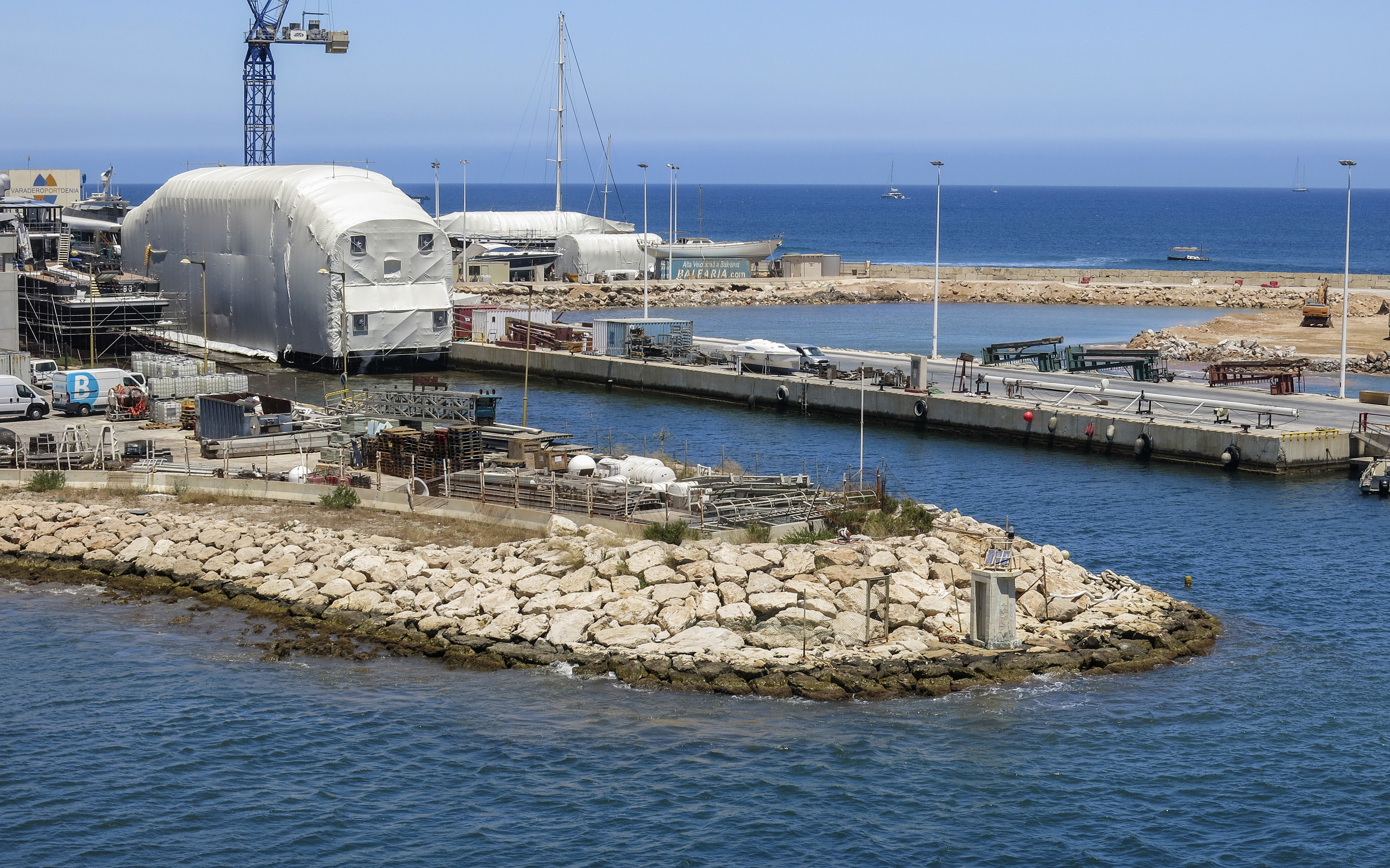
Port de Dénia

## Gastronomia
A Dénia es fusionen els millors productes de la mar i de l'horta. L'arròs, el peix i el marisc, especialment la famosa gamba de Dénia, es troben en moltes presentacions. La llandeta de peix, l'arròs a banda, el polp sec, les gambes amb bledes i el suquet són plats emblemàtics. L'all-i-oli, coques, espencat, la mistela i les panses són la base de la gastronomia local.

## Festes

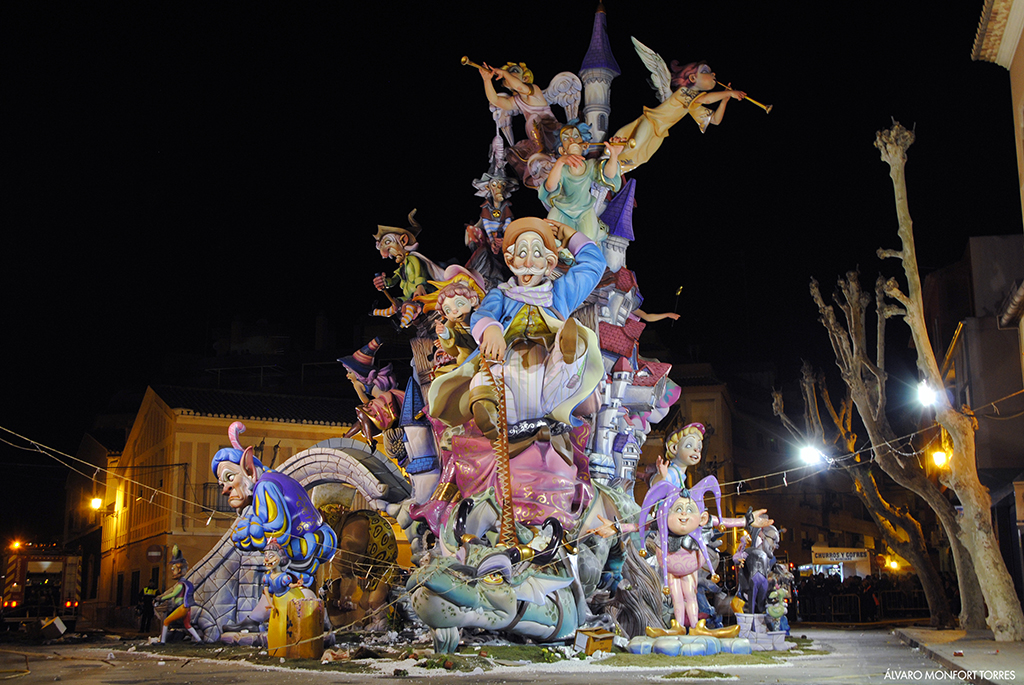
Falles.

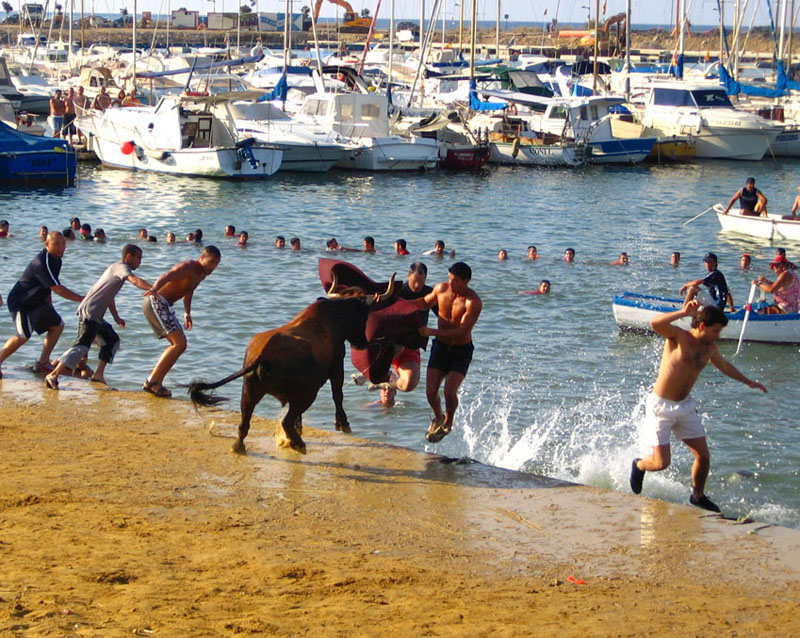
Bous a la Mar.

Dénia, com a ciutat valenciana, es caracteritza per les nombroses festes i tradicions arrelades entre la població. Destaquen:
- Festes de la Santíssima Sang: festes majors de Dénia, que es basen en els atormentats Bous a la Mar i la impressionant desfilada de carrosses.
- Falles: arrelades entre la població deniera des de fa més de 50 anys.
- Moros i Cristians: celebrats a l'agost als voltants del dia de Sant Roc, patró de la ciutat.
- Fogueres de Sant Joan: amb menor importància i tradició que les falles.
- Dia del Corpus: se celebra una tradicional processó, acompanyada de danses populars valencianes.
- Dia de la Verge dels Desemparats: s'organitza una processó pel port amb un tradicional castell de focs d'artifici per retre homenatge a la patrona dels mariners.

## Esports
- Club Esportiu Dénia, el club de futbol de la ciutat.
- Trinquet Vista alegre, canxa de pilota valenciana.

## Política i govern

### Composició de la Corporació Municipal
El Ple de l'Ajuntament està format per 21 regidors. En les eleccions municipals de 26 de maig de 2019 foren elegits 12 regidors del Partit Socialista del País Valencià (PSPV-PSOE), 3 de Compromís per Dénia (Compromís), 3 del Partit Popular (PP), 2 de Ciutadans - Partit de la Ciutadania (Cs) i 1 de Gent de Dénia, la Xara i Jesús Pobre (GD-Fepal).
| Eleccions municipals de 26 de maig de 2019 - Dénia                                                                                      |                                          |                                     |                                     |         |          |          |
| Candidatura | Candidatura                              | Candidatura                         | Cap de llista                       | Vots    | Vots     | Regidors |
| | Partit Socialista del País Valencià-PSOE |                                     | Vicent Grimalt Boronat              | 7.890   | 48,30%   | 12 (+5)  |
| | Compromís per Dénia                      |                                     | Rafael Ferran Carrió Company        | 2.064   | 12,64%   | 3 (-1)   |
| | Partit Popular                           |                                     | Maria Mut Mezquida                  | 1.904   | 11,66%   | 3 (-1)   |
| | Ciutadans - Partit de la Ciutadania      |                                     | Sergio Benito Ríos                  | 1.618   | 9,91%    | 2 ()     |
| | Gent de Dénia, la Xara i Jesús Pobre     |                                     | Mario Vidal Sastre                  | 980     | 6,00%    | 1 (-1)   |
| | Altres candidatures                      |                                     |                                     | 1.797   | 11,00%   | 0 ( -2)  |
| | Vots en blanc                            |                                     |                                     | 82      | 0,50%    |          |
| Total vots vàlids i regidors | Total vots vàlids i regidors             | Total vots vàlids i regidors        | Total vots vàlids i regidors        | 16.335  | 100 %    | 21       |
| | Vots nuls                                | Vots nuls                           | Vots nuls                           | 73      | 0,45%    |          |
| Participació (vots vàlids més nuls) | Participació (vots vàlids més nuls)      | Participació (vots vàlids més nuls) | Participació (vots vàlids més nuls) | 16.408  | 57,02%** |          |
| Abstenció | Abstenció                                | Abstenció                           | Abstenció                           | 12.370* | 42,98%** |          |
| Total cens electoral | Total cens electoral                     | Total cens electoral                | Total cens electoral                | 28.778* | 100 %**  |          |
| Alcalde: Vicent Grimalt Boronat (PSPV) (15/06/2019) Per majoria absoluta dels vots dels regidors (15 vots: 12 de PSPV i 3 de Compromís) |                                          |                                     |                                     |         |          |          |
| Fonts: JEC, JEZ Dénia, M. Interior, Periòdic Ara. (* No són vots sinó electors. ** Percentatge respecte del cens electoral.)            |                                          |                                     |                                     |         |          |          |

### Alcaldes
Des de 2015 l'alcalde de Dénia és Vicent Grimalt Boronat de PSPV-PSOE.
| Període                       | Alcalde o alcaldessa                            | Partit polític | Data de possessió     | Observacions                 |
| ----------------------------- | ----------------------------------------------- | -------------- | --------------------- | ---------------------------- |
| 1979–1983                     | Joaquín Chornet Torres                          | UCD            | 19/04/1979            | --                           |
| 1983–1987                     | Jaime Sendra Timoner                            | PSPV-PSOE      | 28/05/1983            | --                           |
| 1987–1991                     | José Crespo Mahiques                            | GD             | 30/06/1987            | --                           |
| 1991–1995                     | Sebastià Garcia i Mut                           | UPV            | 15/06/1991            | --                           |
| 1995–1999                     | Pedro Pastor Roselló Sebastià Garcia i Mut      | GD UPV-BN      | 17/06/1995 01/03/1997 | Moció de censura UPV+PSPV -- |
| 1999–2003                     | Miguel Ferrer Marsal                            | PP             | 03/07/1999            | --                           |
| 2003–2007                     | Francisca R. Viciano Guillem                    | PSPV-PSOE      | 14/06/2003            | --                           |
| 2007–2011                     | Francisca R. Viciano Guillem Ana Kringe Sánchez | PSPV-PSOE PP   | 16/06/2007 07/07/2008 | Moció de censura --          |
| 2011–2015                     | Ana Kringe Sánchez                              | PP             | 11/06/2011            | --                           |
| 2015–2019                     | Vicent Grimalt Boronat                          | PSPV-PSOE      | 13/06/2015            | --                           |
| 2019-2023                     | Vicent Grimalt Boronat                          | PSPV-PSOE      | 15/06/2019            | --                           |
| Des de 2023                   | Vicent Grimalt Boronat                          | PSPV-PSOE      | 17/06/2023            | --                           |
| Fonts: Generalitat Valenciana |                                                 |                |                       |                              |

Les eleccions de 2003 van donar com a resultat un govern en coalició de PSPV-PSOE i Bloc, amb 7 i 4 regidors respectivament. L'alcaldessa va ser Francisca Viciano, de PSPV; i l'oposició estava formada per: PP, amb 5 regidors; Gent de Dénia amb 4 i Els Verds, amb un sol regidor.
Després de les eleccions municipals del 2007 l'ajuntament va estar format per una coalició entre el PSPV-PSOE, amb 9 regidors, i el Bloc, amb 2 regidors. L'alcaldessa va ser Francisca Viciano, de PSPV. El primer tinent d'alcalde va ser Pau Reig, de Bloc; i l'oposició estava formada per: PP (5 regidors), Centre Unificat (2 regidors), Gent de Dénia (2) i el Partit Socialdemòcrata (1). Aquests últims quatre partits, en juliol de 2008, juntament amb un trànsfuga de PSPV-PSOE, Juan Carlos Collado, van portar a terme una moció de censura que va donar l'alcaldia a la popular Ana Kringe.

## Deniers il·lustres
- Abu-s-Salt ad-Daní (1067 – 1134), filòsof andalusí.[33]
- Vicent Vitoria (1650 – 1709), sacerdot, pintor i erudit.
- Roc Chabàs Llorens (1844 – 1912), religiós i historiador valencià.[34]
- Maria Ibars i Ibars (1892 - 1965), escriptora, poetessa i mestra valenciana.
- Juan Carlos Marí, realitzador de cinema guanyador del Premi Goya al millor curtmetratge d'animació en la XVIII edició dels Premis Goya pel seu treball "regar amb llàgrimes els teus pètals"
- Antonio Cortis, famós tenor d'òpera espanyol anomenat "El petit Caruso" o "El Caruso espanyol".[35]
- Vicente Buigues Carrió, va ser un oftalmòleg especialista de primera línia.
- José Terencio de las Aguas, és lepròleg des de 1955 i una de les autoritats mundials en el diagnòstic i tractament de la lepra.
- Quique Dacosta, és un cuiner de reconegut prestigi internacional.
- Xepo W.S., fotògraf